# Алмалик (середньовічне місто)
Алмалик (каз. Алмалық) — середньовічне місто в Семиріччі, поблизу сучасної Кульджі, яке відігравало важливу політичну та економічну роль у XIII—XIV століттях.

## Історія
Алмалик уперше згадується на початку XIII сторіччя як столиця держави, заснованої якимось Узаром чи Бузаром, який буцімто раніше промишляв розбоями і конокрадством. Ставши правителем, він прийняв титул Тугріл-хан і 1211 року підкорився Чингісханові (1206—1227). А загинув від рук Кучлука (пом. 1218) — вождя найманів і останнього володаря Каракитайського ханства, який однак не зміг узяти місто через монгольське втручання. Син і наступник Тугріл-хана Сукнактігін (пом. 1253/1254) був чоловіком дочки Джучі (пом. 1227). Заснована Тугріл-ханом династія правила в Алмалику принаймні до початку XIV століття.
Після смерті Чингісхана територія Алмалика ввійшла до складу улусу Чагатая (пом. 1244/1245). Біля міста була орда Чагатаїдів. Алмалик уже тоді відігравав важливу роль торговельного центру на шляху до Китаю. У більшості тогочасних розповідей про подорожі Центральною Азією згадується відвідання Алмалика. Він був місцем перебування латинського місіонерського єпископства та, ймовірно, несторіанської митрополії. Алмалик, як і інші міста Семиріччя, був повністю зруйнований у ході безупинних міжусобних воєн, які терзали Чагатайське ханство в XIV столітті. Бабур (1494—1530) згадує про нього у своїй біографії як про покинуте місто, зруйноване моголами. Біля колишнього міста збереглися залишки цвинтаря з гробницею Туглуг-Тимура (1359—1363) та несторіанськими надгробними написами.